# Reconciliación (escultura)

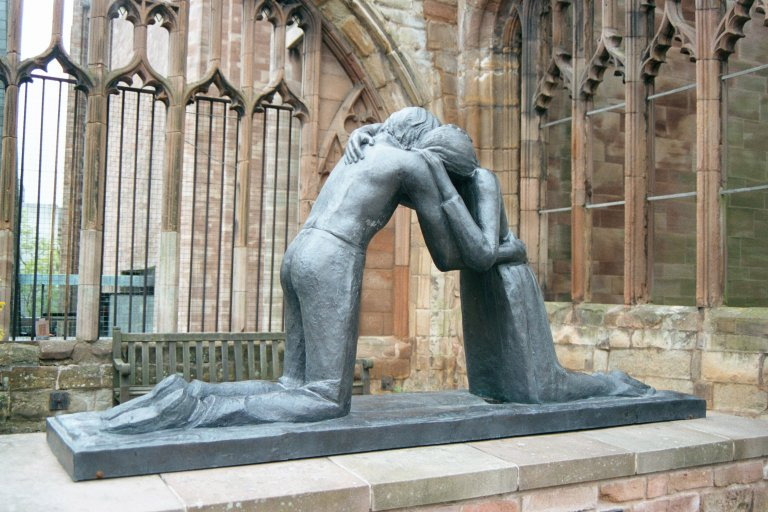
Reconciliación, por Josefina de Vasconcellos, en la catedral de Coventry, Coventry, Inglaterra.

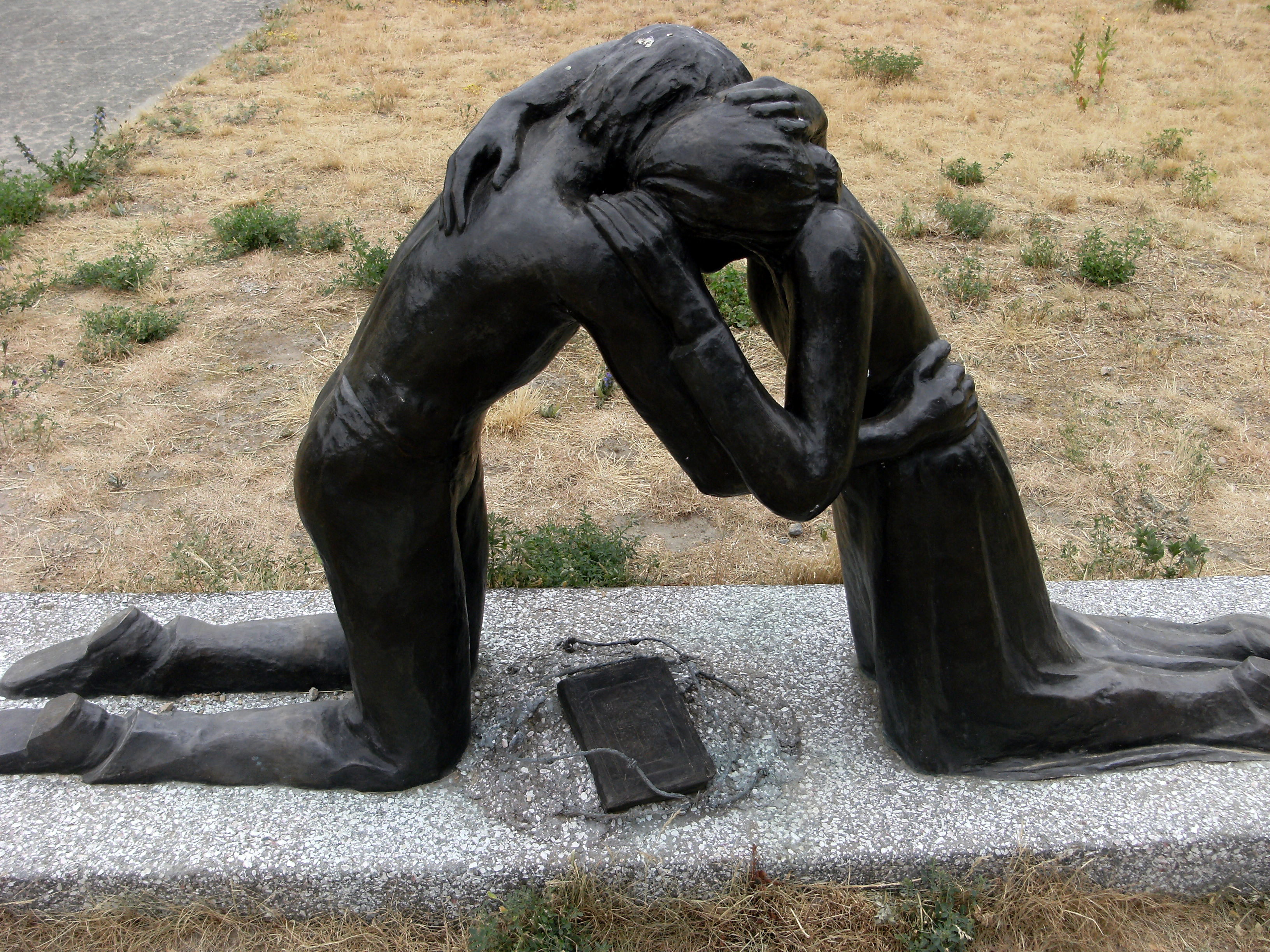
Réplica en la capilla de la Reconciliación (Kapelle der Versöhnung) de Berlín, en la zona donde se encontraba el muro de Berlín.

Reconciliación (en inglés: Reconciliation) es una escultura de Josefina de Vasconcellos, que representa a un hombre y una mujer exhaustos, de rodillas y abrazados.
La figura original es una pequeña pieza de bronce llamada Reunion (en inglés: reencuentro) y exhibida en 1955 en una exposición conjunta con su marido, el pintor Delmar Harmood Banner (1896-1983), en la Royal Watercolour Society.
Dos décadas después, se decidió crear en la universidad de Bradford un Departamento de Estudios para la Paz. Para apoyar la iniciativa, De Vasconcellos ofreció a la universidad una réplica de la pieza original a mayor escala. Se instaló en el espacio frente a la biblioteca «J. B. Priestley», en el campus universitario. La inauguración fue el 4 de mayo de 1977 y estuvo a cargo del Premio Nobel de la Paz Seán MacBride. Él y la escultora recibieron doctorados honoris causa en la misma instancia.
Sobre el proceso de creación de la obra De Vasconcellos dijo:

Concebí la idea original de la escultura al finalizar la Segunda Guerra Mundial. Europa estaba colapsada, la gente estaba conmocionada. Leí en un diario acerca de una mujer que había cruzado Europa a pie para encontrar a su marido y me conmovió tanto que hice la escultura. Después pensé que no solo se trataba del reencuentro de dos personas sino también del reencuentro de las naciones que habían estado enfrentadas.

Fue trasladada al taller de la escultora para su reparación y se la reinstaló por segunda vez el día del noventa aniversario de De Vasconcellos, el 26 de octubre de 1994. Se cambió el nombre a Reconciliación en sintonía con el espíritu de la obra y con la labor del departamento de Estudios para la Paz.
En 1995, para celebrar el cincuentenario de la finalización de la Segunda Guerra Mundial, réplicas en bronce de la escultura fueron instaladas en el interior de las ruinas de la catedral de Coventry y en el Monumento de la Paz de Hiroshima en Japón. Existe otra en el predio del castillo de Stormont en Belfast. Y para celebrar la reapertura del edificio del Reichstag de Berlín en 1999, se instaló otra réplica en la Capilla de la Reconciliación (Kapelle der Versöhnung) en la zona del memorial del muro de Berlin. A diferencia de las otras réplicas, la de Berlín incluye una biblia con un trozo de alambre de púas encima, en el suelo entre las dos figuras.